# Dogging
Dogging é uma prática de sexo consentido, que geralmente consiste em um ato (semi)público de sexo. É um misto de voyeurismo e exibicionismo, e se baseia no prazer do sexo alcançado com mais intensidade devido ao fato de desconhecidos estarem olhando tudo de muito perto. Curiosos são encorajados a ficarem olhando, o que aumenta a excitação sexual de quem participa da reunião do prazer.
Esta prática erótica começou na década de 1970, na Inglaterra, e está se consolidando no mundo todo. As relações acontecem, geralmente, em lugares públicos um tanto ermos, com pouca iluminação, abandonados e sempre tarde da noite.
O filme Dogging: A Love Story (2009), tem como abordagem este tema.